# Панези (Ђенова)
Панези је насеље у Италији у округу Ђенова, региону Лигурија.
Према процени из 2011. у насељу је живело 149 становника. Насеље се налази на надморској висини од 489 м.